# Championnat du Brésil de football de deuxième division 1992
Navigation
Serie B 1991 Serie B 1994
La saison 1992 de Série B est la quatorzième édition du championnat du Brésil de football de deuxième division, qui constitue le deuxième échelon national du football brésilien. 

## Compétition
Cette année 24 équipes devaient participer au championnat, finalement le nombre sera porté à 32. Au premier tour elles sont réparties dans 4 groupes de huit équipes. Les équipes se rencontrent deux fois, les trois premiers de chaque groupe se qualifient pour le tour suivant. Ces 12 équipes obtiennent également une promotion en championnat du Brésil 1993 afin d'augmenter le nombre de participants en première division.
Au deuxième tour, initialement il était prévu une phase à élimination directe, mais pour réduire les coûts la compétition continue sous forme de groupes, en regroupant les équipes selon les critères géographiques. Les équipes sont réparties en 3 groupes de 4, les deux premiers de groupes participent au tour suivant.
Le troisième tour devait se dérouler avec une élimination directe mais à la suite d'une plainte du Fortaleza EC, la fédération repêche deux clubs pour former deux groupes de 4. Les deux premiers de groupe jouent la finale. 
Le vainqueur est déclaré champion de deuxième division et est promu en championnat du Brésil 1993.

### Tour final
|  | Demi-finales        | Demi-finales        | Demi-finales | Demi-finales |              |              | Finale | Finale | Finale | Finale |
|  |                     |                     |              |              |              |              |        |        |        |        |
|  |                     |                     |              |              |              |              |        |        |        |        |
|  | Santa Cruz (Recife) | Santa Cruz (Recife) | 1            | 1            |              |              |        |        |        |        |
|  | Santa Cruz (Recife) | Santa Cruz (Recife) | 1            | 1            |              |              |        |        |        |        |
|  | Paraná Clube        | Paraná Clube        | 2            | 2            |              |              |        |        |        |        |
|  | Paraná Clube        | Paraná Clube        | 2            | 2            | Paraná Clube | Paraná Clube | 2      | 1      |        |        |
|  |                     |                     |              |              | Paraná Clube | Paraná Clube | 2      | 1      |        |        |
|  |                     |                     | EC Vitória   | EC Vitória   | 1            | 0            |        |        |        |        |
|  | Criciúma EC         | Criciúma EC         | EC Vitória   | EC Vitória   | 1            | 0            | 2      | 1      |        |        |
|  | Criciúma EC         | Criciúma EC         |              |              |              |              |        | 1      |        |        |
|  | EC Vitória          | EC Vitória          | 1            | 3            |              |              |        |        |        |        |
|  | EC Vitória          | EC Vitória          | 1            | 3            |              |              |        |        |        |        |

Légende des couleurs
- Qualification pour la finale
- Champion de Serie B.

Paraná Clube gagne son premier titre de champion de deuxième division.